# Cycle d'Elric
Le Cycle d'Elric est une série de fantasy écrite par l'écrivain britannique Michael Moorcock.
Elle met en scène les aventures de l'albinos Elric, dernier empereur de Melniboné, et prend place dans le Multivers, un ensemble d'univers parallèles. Elric y est l'une des incarnations du Champion éternel, comme la plupart des héros de Moorcock.

## Historique
Influencé par Fletcher Pratt (en), Edgar Rice Burroughs et Robert E. Howard, entre autres, Michael Moorcock a conçu Elric en réaction au cliché du héros de « Sword and sorcery » représenté par Conan le Barbare : Elric est albinos (un trait inspiré d'un méchant de pulp, « Zenith l'albinos »), faible et maladif, présente un caractère fortement romantique et désespéré, ne recherche ni gloire ni richesse (il abandonne de son plein gré le trône de Melniboné pour parcourir le monde), et s'adonne fréquemment à la sorcellerie.
Sa première apparition a lieu dans la nouvelle « La Cité qui rêve », parue en juin 1961 dans le no 47 de Science Fantasy. Elle pose les fondements du mythe, avec la trahison et la ruine de Melniboné et la mort de Cymoril, la bien-aimée d'Elric, de ses propres mains. Apparaît également dans cette nouvelle Stormbringer, l'épée noire d'Elric, qui boit les âmes de ses adversaires et transmet une partie de sa force à son maître.
Michael Moorcock écrit ensuite dix autres nouvelles avec Elric pour héros, introduisant son compagnon Tristelune d'Elwher et son ennemi juré, le sorcier Theleb K'aarna. Les quatre dernières nouvelles, réunies dans Stormbringer (1965), fournissent la conclusion du cycle, au terme d'une lutte mondiale entre la Loi et Chaos qui voit le monde d'Elric disparaître pour laisser place au nôtre.
Par la suite, Moorcock revient fréquemment à Elric en écrivant plusieurs romans et nouvelles qui se déroulent avant les événements du cycle principal (Elric des dragons, La Forteresse de la perle, Le Navigateur sur les mers du destin) ou s'insérant entre deux nouvelles (La Revanche de la Rose). Il en profite également pour lier Elric aux autres incarnations du Champion éternel en lui faisant rencontrer Corum, Hawkmoon et Erekosë dans deux nouvelles.
De nombreux auteurs ont pastiché Elric. Un recueil de nouvelles, Tales of the White Wolf, est paru en 1994 (en deux tomes en français : Par-delà le multivers et La Gloire d'Elric), avec notamment des contributions de Tad Williams et Neil Gaiman. Une anthologie similaire, Elric et la porte des mondes, est parue en français en 2006.
Plus récemment, Elric joue un rôle important dans une trilogie centrée sur la famille Von Bek : La Fille de la voleuse de rêves (2001), The Skrayling Tree (2003) et The White Wolf's Son (2005). En 2011 paraît Elric, les buveurs d'âmes, coécrit par Moorcock avec l'auteur français Fabrice Colin.

## La Loi et le Chaos

Le symbole du Chaos représente huit flèches orientées dans toutes les directions. Il s'oppose au symbole de la Loi représenté par une flèche unique verticale.

Comme les autres ouvrages de « l'Hypercycle du Multivers, le cycle d'Elric est marqué par l'opposition des principes cosmiques de la Loi et du Chaos, inspirée du zoroastrisme.
Le Chaos représente à la fois l'anarchie, le désordre et la magie, mais aussi l'attachement aux libertés individuelles et le bouillonnement créateur, tandis que la Loi symbolise l’ordre, la justice, la technologie, mais également l'immobilisme et la conformité. Chacun des deux tente de prendre le dessus sur l'autre, mais une force supérieure, la Balance Cosmique, entretient l'équilibre entre Loi et Chaos.
Elric, tout d'abord au service d'Arioch, un seigneur du Chaos, finit par se ranger derrière la Balance (ce qu'il est destiné à faire, en tant que Champion éternel).

## Géographie
Des siècles avant la naissance d'Elric, Melniboné régnait sur son monde grâce à sa puissance de sorcellerie et à son pouvoir absolu. Au moment de la naissance d'Elric, il a glissé de sa place prééminente, étant l'une des nombreuses nations. Les Melnibonéens ne sont pas entièrement humains. Ils sont doués pour la magie et beaux, bien que psychologiquement similaires aux chats, avec une nature insensible. Ils sont liés par de nombreuses coutumes anciennes. La capitale de Melniboné et seule ville survivante est Imrryr, souvent dénommée la Belle ou « la Cité qui Rêve ». La majeure partie du reste de l'île a été autorisée à redevenir sauvage. Des cavernes existent sous l'île, dans lesquelles dorment des dragons, attendant l'appel à la guerre des Melnibonéens. Melniboné est une île appelée « l'île aux Dragons ». Melniboné se trouve au sein des Jeunes royaumes.
Il existe une mer étrange, nommée la mer Bouillonnante.

## Personnages

### Cymoril
La Princesse Cymoril de Melniboné est l'amante d'Elric, qui espère l’épouser et faire d’elle son impératrice. Elle est aussi la sœur d'Yyrkoon, et donc la cousine d’Elric. Elle essaye de comprendre et d’aider Elric, mais, comme ses sujets, elle peine à percevoir ses motivations, et préfèrerait qu’il règne comme les empereurs d’antan, pour sa propre gloire et celle du Glorieux Empire.

### Dyvim Tvar
Il est le seigneur des Cavernes des Dragons. C'est aussi un ami fidèle d'Elric, qui lui reste loyal même après la destruction d’Imrryr. Il a un sens moral plus développé que le commun des Melnibonéens.

### Yyrkoon
Prince de Melniboné et cousin d’Elric, il est l’héritier du trône tant qu’Elric n’a pas de descendant mâle. Il s’inquiète du comportement d’Elric et considère les humeurs et les penchants philosophiques de celui-ci comme des signes de faiblesse. Il souhaite donc le retour d’un empereur plus conforme aux précédents, et complote la chute d’Elric. En tant que sorcier, il a noué des pactes avec les forces du Chaos pour obtenir sa puissance magique. De plus, il désire ouvertement sa sœur Cymoril, et ne cache pas ses intentions de l’épouser et de la couronner Impératrice si ses plans contre Elric réussissent.

### Theleb K'aarna
Originaire des îles Pan Tang, c’est un sorcier humain puissant, au service de la reine Yishana en tant que conseiller et sorcier en chef. Remplacé momentanément par Elric auprès de celle-ci, il cherche vengeance, et utilise ses pouvoirs de sorcellerie pour entraver plusieurs des plans d’Elric.

### Rackhir, l'archer rouge
Elric rencontre Rachkir, un humain auparavant prêtre guerrier de Phum, lorsqu’il recherche son épée runique. Ils seront amenés à voyager et à se retrouver pour vivre des aventures plusieurs fois, notamment à Tanelorn.

### Tristelune
Un petit homme roux, originaire d’Elwher, qui accompagne Elric dans ses aventures. Ils partagent nombre de dangers et de récompenses ensemble, ce qui en fait le plus stable et fidèle compagnon qu’Elric ait rencontré dans les Jeunes Royaumes.

## Publications
En France, le cycle d'Elric est généralement divisé en neuf tomes, suivant le découpage de l'édition Pocket :
1. Elric des dragons (Elric of Melniboné) – 1972
2. La Forteresse de la perle (The Fortress of the Pearl) – 1989
3. Le Navigateur sur les mers du destin (The Sailor on the Seas of Fate) – 1976
4. Elric le nécromancien (The Weird of the White Wolf)
  - Le Songe du comte Aubec (The Dream of Earl Aubec) – 1964 (Elric n'apparaît pas dans cette nouvelle)
  - La Cité qui rêve (The Dreaming City) – 1961
  - Tandis que rient les dieux (While the Gods Laugh) – 1961
  - La Citadelle qui chante (The Singing Citadel) – 1967
5. La Sorcière dormante (The Sleeping Sorceress / The Vanishing Tower) – 1971
6. La Revanche de la Rose (Revenge of the Rose) – 1991
7. L'Épée noire (The Bane of the Black Sword)
  - Le Voleur d'âmes (The Stealer of Souls) – 1962
  - Les Rois oubliés (Kings in Darkness) – 1962
  - Les Porteurs de flammes (The Flamebringers) – 1962
  - Sauver Tanelorn (To Rescue Tanelorn) – 1963 (Elric n'apparaît pas dans cette nouvelle)
8. Stormbringer (Stormbringer)
  - Le Retour du dieu mort (Dead God's Homecoming) – 1963
  - Les Frères de l'épée noire (Black Sword's Brothers) – 1963
  - Le Bouclier du géant triste (Sad Giant's Shield) – 1964
  - Le Trépas du seigneur condamné (Doomed Lord's Passing) – 1964
9. Elric à la fin des temps (Elric at the End of Time)
  - Le Dernier Enchantement (The Last Enchantment) – 1962
  - Elric à la fin des temps (Elric at the End of Time) – 1977
10. Elric : Les Buveurs d'Ames - 2011

Les trois premiers volumes sont réunis par les éditions Pocket en 2013 dans un livre titré Elric - Intégrale I.
En anglais, l'édition généralement considérée comme faisant autorité est constituée des six volumes parus chez DAW Books en 1977 : Elric of Melniboné, The Sailor on the Seas of Fate, The Weird of the White Wolf, The Sleeping Sorceress, The Bane of the Black Sword et Stormbringer, auxquels s'ajoutent les romans et recueils parus ultérieurement. Les six volumes de base ont été réédités chez Del Rey en 2008, regroupés en trois tomes : The Stealer of Souls, To Rescue Tanelorn et The Sleeping Sorceress.

## Dans la culture populaire

### Musique
- En 1974, le groupe Deep Purple sort un album intitulé Stormbringer. Dans un entretien donné en 1974 au New Musical Express, David Coverdale explique cependant qu’il « n’a jamais considéré l’œuvre de Michael Moorcock » lors de l’écriture.
- En 1978, le groupe Magnum propose deux chansons (Stormbringer et Lord of Chaos) sur leur album Kingdom of Madness[5].
- La chanson Black Blade (en) du groupe Blue Oyster Cult issue de l’album Cultösaurus Erectus (1980) raconte le point de vue de Stormbringer, l'épée d'Elric[6]. Le texte est de Moorcock et la composition instrumentale du chanteur et guitariste Eric Bloom. Moorcock contribue également aux chansons The Great Sun Jester (de l'album Mirrors, 1979) et Veteran of the Psychic Wars (album Fire of Unknown Origin, 1981).
- Le groupe Diamond Head fait d’Elric un des sujets principaux de leur album Borrowed Time (1982), le représentant sur la couverture de l’album. Les morceaux en question deviendront plus visibles encore lorsqu’ils seront repris par Metallica.
- L'album The Chronicle of the Black Sword (1985) du groupe Hawkwind s'inspire des aventures d'Elric. Moorcock, proche du groupe, participe à l'écriture d'un titre, Sleep Of A Thousand Tears[7]. Le groupe sort ensuite un album live, Live Chronicles (1986) qui inclut des interludes narrés par Moorcock. : Durant les concerts, un mime interprétait le personnage d’Elric. Un enregistrement vidéo du concert est paru en VHS puis en DVD, The Chronicle of the Black Sword[6].
- Le groupe NME sort la chanson Stormbringer sur leur album Unholy Death (1986).
- Plusieurs chansons du groupe Cirith Ungol sont en rapport avec le cycle d’Elric de Melniboné. Les couvertures de leurs albums sont aussi des illustrations de diverses éditions des romans du cycle.
- Le groupe Blind Guardian a écrit plusieurs morceaux se rapportant à l’histoire d’Elric et à Stormbringer, dont The Quest For Tanelorn, Tanelorn (Into The Void) et Fast To Madness.
- Le groupe Domine (en) a basé la plupart de ses albums sur la saga d’Elric.
- Le deuxième album studio du groupe Skelator, Agents of Power, contient notamment la chanson Elric: The Dragon Prince (A Tale Of Tragic Destiny In 12 Parts), un morceau épique de 40 minutes consacré à Elric.
- Le groupe Númenor a écrit plusieurs chansons de leur premier album, Colossal Darkness, en se basant sur les histoires d’Elric de Melniboné, dont The Eternal Champion, The Sailor on the Seas of Fate et While the Gods Laugh.
- Le groupe Sacramentum fait allusion à des personnages et à des thèmes (comme le culte de Slortar) sur leur album Thy Black Destiny (1999), par exemple dans le morceau Overlord.
- Le groupe Battleroar a sorti la chanson Mourning Sword sur leur premier album Battleroar.

### Comics et bandes dessinées
Elric a fait l'objet de plusieurs adaptations en bande dessinée. Michael Moorcock est scénariste de la plupart des adaptations en comics.
La première adaptation a été réalisée par le Français Philippe Druillet, en 1971, qui a illustré une adaptation en bande dessinée (réalisée par Michel Demuth) de l'histoire d'Elric sous le nom La Saga d'Elric le nécromancien.
Peu d'adaptations ont été traduites en français. On en trouve cependant chez Arédit, Semic ou Soleil.
Une adaptation du cycle d'Elric a également été initiée chez l'éditeur Glénat. Un premier cycle de quatre tomes a été publié entre 2013 et 2021.

### Jeux de rôle
Quatre jeux de rôle ont été tirés de cette saga, deux édités par Chaosium : Stormbringer (1981) et Elric ! (1993), un autre édité par Mongoose Publishing : Elric de Melniboné (2007), et un par Le Département des Sombres Projets : Mournblade (2012).

### Cinéma
En mai 2007, une adaptation cinématographique de l’œuvre de Moorcock est annoncée par les réalisateurs Paul et Chris Weitz mais, au début de l'année 2009, Michael Moorcock annonce que ce projet est annulé.